# Coptomia pauliani
Coptomia pauliani är en skalbaggsart. Coptomia pauliani ingår i släktet Coptomia och familjen Cetoniidae.

## Underarter
Arten delas in i följande underarter:
- C. p. robinsoni
- C. p. trafaomby
- C. p. bourgini